# Обухов, Николай Семёнович
Николай Семёнович Обухов (19 декабря 1912, Узи, Вятская губерния — 3 февраля 1992, Ижевск) — советский шофер, сотрудник леспромхоза, новатор лесной промышленности, Герой Социалистического Труда (1957).

## Биография
- Родился в селе Узи Малмыжского уезда (ныне — Селтинского района Удмуртской Республики) в крестьянской семье. По национальности русский.
- Работал в своём хозяйстве, после организации колхоза в 1930 году вступил в него.
- В 1931 году был направлен на строительство Ижевской ТЭЦ-1.
- По окончании строительства работал в организации «Ижгорхлеб»; одновременно учился на вечерних шофёрских курсах.
- С 1938 года работал шофёром вначале в Старо-Зятцинской машинно-тракторной станции, а с 1939 года — в Чуровском леспромхозе.

### Великая Отечественная война
- В 1939 году был призван в армию и участвовал в советско-финляндской войне в 1939—1940 годах. С 1941 по 1945 год участвовал в Великой Отечественной войне, сражался под Сталинградом, освобождал Польшу.

### После войны
- После демобилизации с 1945 года работал вначале в Чуровском, а затем в Кезском леспромхозе водителем лесовоза.
- Одним из первых внедрил вывозку древесины автопоездом на деревянных санных прицепах по снежно-ледяным дорогам. Нагрузка на трактор при этом увеличилась втрое. Достижение новатора вскоре стало нормой для других леспромхозов.
- Указом Президиума Верховного Совета СССР от 5 октября 1957 года за выдающиеся успехи, достигнутые в деле развития лесной промышленности, Обухову Николаю Семёновичу присвоено звание Героя Социалистического Труда с вручением ордена Ленина и золотой медали «Серп и Молот».
- Н. С. Обухов избирался в депутатом Верховного Совета Удмуртской АССР 4-го (1955) и 5-го (1959) созывов.

### На пенсии
- С 1966 года — на пенсии. С 1967 года жил в Ижевске.

## Награды и звания
- Орден Ленина (5.10.1957)
- Орден Отечественной войны 1-й степени (11.03.1985)
- Медаль «За оборону Сталинграда»
- Медаль «За победу над Германией в Великой Отечественной войне 1941—1945 гг.»
- Медаль «За освобождение Варшавы».
- Медаль «За боевые заслуги»
- Медаль «За трудовую доблесть»
- Медаль «За трудовое отличие»
- Медаль «За доблестный труд. В ознаменование 100-летия со дня рождения В. И. Ленина»